# Kuala Bakti
Kuala Bakti is een bestuurslaag in het regentschap Simeulue van de provincie Atjeh, Indonesië. Kuala Bakti telt 227 inwoners (volkstelling 2010).